# شنل‌پوش سیاه
کپوچین سیاه (نام علمی: Cebus nigritus) نام یک گونه از زیرخانواده میمون کپوچین است.